# Santa compaña (álbum)
Santa compaña es el sexto álbum de estudio de la banda española Los Suaves publicado el 29 de septiembre de 1994.

## Temas
1. El afilador - 9:24
2. Ahora que me dejas - 4:27
3. Hendrix - 4:01
4. No me mires - 4:06
5. Dulce castigo - 4:23
6. ¡Pobre jugador! - 6:13
7. Otra noche, otra ciudad - 3:50
8. Si pudiera - 5:30
9. Santa compaña - 2:04